# Федоровское (Дмитровский городской округ)
Федоровское — деревня в Дмитровском районе Московской области, в составе Сельского поселения Костинское. До 1954 года — центр Федоровского сельсовета. Население — 21 чел. (2010). 
В 1994—2006 годах Федоровское входило в состав Костинского сельского округа. 

## Расположение
Деревня расположена в восточной части района, примерно в 7 км на восток от Дмитрова, у истока малой речки Карасовки (бассейн Яхромы), высота центра над уровнем моря 212 м. 
Ближайшие населённые пункты — Арханово с Притыкино на юге и Костино, Большое Прокошево на востоке. Расположена на трассе 46К-8132, в населённом пункте останавливается автобус № 24 Костино и № 44 Хотьково.
Также рядом расположена железнодорожная платформа 74 км Большого железнодорожного кольца.

## История
В 1678 году село Федоровское вместе с деревнями Митькино, Ярово, Малёнки и Дорофеево в Повельском стане значатся во владении Ивана Кирилловича Нарышкина.
В 1680 году в Фёдоровском была выстроена Казанская церковь. В Исповедальных книгах 1751 года в Фёдоровский приход входят: село Фёдоровское, деревни Арханово и Притыкино.
Нарышкины покупают также Пересветовскую вотчнину. После Нарышкиных Федоровской и Пересветовской вотчиной владеют Разумовские (Нарышкина (в замужестве Разумовская) Екатерина Ивановна). С 1782 года объединённой вотчиной владеют князья Голицыны.
До реформы 1861 года по освобождению крестьян от крепостной зависимости деревней владел несовершеннолетний князь Сергей Голицын, проживающей с матерью в Санкт-Петербурге. Управлял вотчиной М. Т. Крашилин, работающий в Министерстве иностранных дел. В вотчину Голицына входили: село Пересветово с деревнями Тендиково, Прудцы, Шепелево и село Фёдоровское с деревнями Бирлово, Ярово, Митькино. Усадьба Голициных ранее располагалась (сохранилась в частичном виде) в селе Даниловском (сейчас посёлок совхоза «Будённовец»).
В первые годы советской власти образование Фёдоровского сельсовета. В 1954 году вошло деревня вошла в состав Костинского сельсовета.

## Население
| 2002 | 2006 | 2010 |
| ---- | ---- | ---- |
| 32   | ↘26  | ↘21  |